# Упередженість соціального порівняння
Упередження  соціального порівняння – це схильність відчувати неприязнь і конкуренцію з кимось, хто вважається психічно або фізично кращим за тебе.

## Вступ
Більшість людей у суспільстві базують свій настрій та почуття на тому, наскільки вони успішні в порівнянні з іншими людьми в їхньому оточенні. У повсякденному житті регулярно зустрічається упередження  соціального порівняння. упередження  соціального порівняння може бути визначена як відчуття неприязні та конкуренції з кимось, хто вважається психічно або фізично кращими за себе.  Її можна зрівняти з соціальним порівнянням, яке, як вважають, є центральним для мотивації до досягнень, почуттів несправедливості, депресії, ревнощів і бажань людей залишатися у стосунках або на роботі.   Люди часто змагаються, щоб отримати найкращі оцінки, найкращу роботу та найкращі будинки. У багатьох ситуаціях упередження  соціального порівняння досить очевидна. Наприклад, людина може порівнювати недорогі універмаги, які вона часто відвідує та дизайнерські магазини її однолітків, такі порівняння можуть викликати почуття образи, гніву та заздрості до цих однолітків. Така упередження  соціального порівняння включає багатство та соціальний статус. Деякі з нас проводять соціальні порівняння, але майже не здогадується про них.  Частіше всього ми намагаємося порівнювати себе з тими, хто входить у нашу групу однолітків або з ким ми схожі. 

## Дослідження
Існує багато досліджень, які присвячені соціальному порівнянню та його впливу на психічне здоров’я. Одне з досліджень включало в собі зв'язок між депресією та соціальним порівнянням .  Туейтс і Дагнан у «Змінні-модератори у зв'язку між соціальним порівнянням та депресією» досліджували зв'язок між соціальним порівнянням і депресією, використовуючи еволюційну систему. Їхня гіпотеза полягала в тому, що депресія є результатом соціальних порівнянь з боку людей. У цьому дослідженні досліджувався вплив на соціальне порівняння важливості порівняльних вимірів для людини та усвідомленої важливості вимірів для інших людей. Для вимірювання рівня депресії у своїх учасників дослідники використовували тест на самооцінку під назвою Self Attributes Questionnaire (опитувальник для самооцінки), створений Пелхемом і Суонном у 1989 році. Тест складався з оцінок за 10-бальною шкалою Лайкерта, оцінювалися 10 індивідуальних вимірів соціального порівняння (наприклад, інтелект, соціальні навички, почуття гумору). «Були додані запитання, щоб дослідити переконання щодо важливості вимірів соціального порівняння. Дані були зібрані з комбінованої клінічної та неклінічної вибірки з 174 осіб.»   На основі зібраних даних вони дійшли висновку, що соціальне порівняння дійсно має зв’язок з депресією. Люди, які робили соціальні порівняння, мали вищий рівень депресії, ніж люди, які рідко займались соціальними порівняннями. Було показано, що існують дві форми соціального порівняння. Існує висхідне порівняння, яке стосується порівняння себе з тими, хто здається нам кращим за себе. При низхідному порівнянні ми порівнюємо себе з тими, хто гірше за нас. Як би там не було, це створює конкуренте відношення до інших. 

## Когнітивні ефекти
Один з головних симптомів, який може виникнути при упередженості соціального порівняння є депресія. Депресію зазвичай діагностують в клініці з використанням критеріїв діагностичного та статистичного посібника з психічних розладів том IV (DSM-IV). Симптоми включають: пригнічений настрій, безнадійність і проблеми зі сном (такі як гіперсомнія табезсоння). Клінічна депресія може бути спричинена  багатьма факторами в житті людини. Депресія - це найпоширеніше психічне захворювання, яке пов’язане із упередженістю соціального порівняння.  У депресії є біологічне пояснення того, чому люди втрачають надію в житті. Це спричинено мозком, в якому зменшується розмір гіпокампу та знижується рівень серотоніну, який циркулює по мозку.  Ще одним негативним симптомом, пов’язаним із упередженістю соціального порівняння, є думки про самогубство . «Суїцидальними думками можна назвати постійні думки про самогубство та спроби самогубства. Самогубство – це позбавлення власного життя.»  Думки про самогубство можуть виникнути внаслідок упередженості соціального порівняння, тому що люди, які порівнюють себе з тими, хто вважається кращими за них, стають психічно зневіреними, оскільки думають, що не можуть досягти успіху або виглядати певним чином, що викликає низьку самооцінку. Низька самооцінка є одним з основних факторів суїцидальних думок.  Крім того, при упередженості соціального порівняння, людина може відчувати підвищене почуття тривоги . Тривога може буде спричинена багатьма факторами, як наприклад, власним успіхом у житті. Ця тривога може проявлятися не тільки під час перегляду постів в соціальних мережах, але й може пізніше перерости в соціальну тривогу, при особистих зустрічах з людьми із даних соціальних мереж. Це може бути потенційним тригером. Зокрема, що стосується тривоги та сприйняття власного тіла, тригер може легко спрацювати під час перегляду соціальних мереж. «Поширеною проблемою соціальних мереж є тенденція людей порівнювати себе з іншими. Соціальні медіа – це місце, де люди, як правило, створюють образ, щоб представляти лише позитивні свої сторони. Коли інші люди виставляють свої історії успіху, досягнень, краси, любові чи щастя, це може викликати почуття неповноцінності»  .

## Фізичні/поведінкові ефекти
Соціальне порівняння може призвести до нанесення шкоди самому собі. Вона може бути такою як: зловживання наркотиками/речовинами, самопошкодження, розлади харчування, алкоголізм тощо... Це все нездорові способи впоратись з тривогою. Натомість слід звернутися за допомогою. З одного боку, що стосується порівняння в соціальних медіа, можна скасувати підписки на осіб/сторінки, які є тригерами. З іншого боку, було б корисно підписатися на профілі, які надихають та піднімають настрій. Доведено, що відпочинок від соціальних мереж також допомагає. 

## У медіа
Мейнстримні медіа також є одними с головних причин соціального порівняння.  Скрізь куди не підеш, реклама намагається зобразити, якою на її думку має бути краса . Журнали, рекламні вставки та рекламні щити показують, як має виглядати краса. Коли зростаюче покоління молоді та дорослих всюди бачить цю рекламу, вони соціально порівнюють себе з нею.  Коли вони не виглядають певним чином або не важать скільки потрібно, суспільство їх принижує за це. Це може спричинити низьку самооцінку та викликати депресію, оскільки вони не відповідають образу краси.  Людей часто критикують, коли вони не схожі на моделей з журналів або телебачення. Соціальне порівняння себе з людьми з медіа може мати негативні наслідки та викликати тривогу, стрес, неприйняття свого тіла та розлади харчової поведінки.  Оскільки медіа є настільки важливою частиною нашого покоління, занижена самооцінка та негативне уявлення про себе спричиняє в суспільстві трагічні інциденти, включаючи самогубство та самоушкодження. Соціальне порівняння з тими, хто на телебаченні чи в журналах, може спричинити у людей втрату впевненості у собі та стрес через намагання бути досконалими і бути такими, якими їх хоче бачити суспільство. У експерименті, який вивчав сприйняття жінками власного тіла після порівняння з різними типами моделей, сприйняття власного тіла було значно гіршим після перегляду зображень худих моделей, ніж після перегляду зображень моделей середньої ваги або моделей великої ваги.  ЗМІ є одними з головних причин поганого сприйняття власного тіла серед молоді та дорослих через соціальне порівняння. 

### Через соціальні мережі
Соціальні мережі, будучи основним джерелом новин і сенсацій, можуть допомогати людям підтримувати зв'язок один з одним та навчатися.  У публічній мережі легше слідкувати за приватним життям інших людей, ніж у реальному житті. Суспільство відкриває один для одного своє життя в соціальних мережах, і люди починають порівнювати себе зі своїми друзями у Facebook. Ніяких труднощів не має в тому, щоб увійти в систему і відчувати себе погано після побачених постів, в яких хтось хвалиться своїм успіхом або своїми новими речами. В останніх дослідженнях дослідники пов’язували Facebook з депресією в нового покоління.  В них з'являється низька самооцінка, після того як вони прочитали, що їхні друзі в Інтернеті мають більш захоплююче життя та популярніші за них. Така упередження  соціального порівняння серед користувачів соціальних мереж в Інтернеті може змусити людей вважати своє життя не таким повноцінним, яким би вони хотіли його бачити. Вони бачать картинки чи статуси про підвищення на роботі, відпустки; нові стосунки, веселі прогулянки. Це може когнітивно вплинути на самооцінку людей і викликати депресію.  Вони можуть почати погано ставитися до своєї зовнішності та свого життя загалом. Соціальні медіа впливають на кількість соціальних порівнянь людей.  Одне з досліджень показало, що чим більше часу користувачі проводять у Facebook щотижня, тим більша ймовірність, що вони подумають, що інші люди щасливіші та живуть краще життя, ніж вони самі. 

## Упередження  соціального порівняння в навчальних закладах
Соціальні порівняння також важливі в шкільній системі. Учні часто конкурентоспроможні щодо оцінок, які вони отримують, в порівнянні зі своїми однокласниками. Соціальні порівняння не тільки впливають на самооцінку учнів, але й покращують їхню успішність.  Цей процес соціального порівняння призводить до нижчої самооцінки, коли рівень класу високий, і до вищої самооцінки, коли рівень класу низький.  Таким чином, два студенти з однаковими показниками в певній області можуть розвивати різну самооцінку, якщо вони вчаться в різних класах з різними рівнями успішності.  Соціальні порівняння є важливими та діючими предикторами самооцінки учнів та мотивації до досягнень. Учні можуть відчувати заздрість або конкурентоспроможність, коли справа доходить до оцінок і вступу до кращих коледжів та університетів, ніж їхні однолітки. Соціальне порівняння також може мотивувати учнів досягати успіху, оскільки вони хочуть продовжувати спілкуватись зі своїми однолітками.

## Висновок
Упередження  соціального порівняння може виникнути в повсякденному житті. Будь то в соціальних мережах, у ЗМІ, у суспільстві щодо багатства та соціального статусу чи в шкільній системі. Це може негативно позначитися на психічному здоров’ї людини через зростання ризику депресії, суїцидальних думок та інших психічних розладів.  В цьому поколінні соціальне порівняння можна зустріти всюди, суспільство обертається навколо порівняння себе один з одним, в цілях підняти собі самооцінку або покращити себе. Оскільки соціальне порівняння настільки важливе, воно призведе до упередженості соціального порівняння та спричинить негативні наслідки в житті людини. Завдяки дослідженню, гіпотеза підтвердилася, яка стверджує, що депресія має зв’язок із соціальним порівнянням, в якому беруть участь люди в суспільстві.

## Дивись також
- Теорія соціального порівняння
- Вплив Instagram на людей
- Список когнітивних упереджень